# 待ち呆気+シングルコレクション
『待ち呆気+シングルコレクション』（まちぼうけ プラス シングルコレクション）は、神田広美のコンプリート・ベスト・アルバム。2008年7月16日発売。発売元はポニーキャニオン。規格品番はPCCS-00036。

## 解説
スタジオ・アルバム1作と余部分に未収録のシングルA面曲を収録した、ポニーキャニオンの企画アルバム・シリーズ「Myこれ!チョイス 名盤アルバム+SINGLE COLLECTION」の1作として発売された。カタログ等で『Myこれ!チョイス 36 「待ち呆気」+シングルコレクション』と表記されることがある。
オーディション系テレビ番組『スター誕生!』を経て、1977年1月21日にシングル・レコード「人見知り」（DR-6077）で歌手デビュー後の全5枚のシングルA面/B面と唯一のスタジオ・アルバム『待ち呆気』（1977年10月1日発売：MR-3080）全曲を収録したベスト・アルバムである。なお、1970年代にポリドールから発売された神田広美名義の全歌唱楽曲が収められたコンプリート盤。アルバムとしては初CD-DA化となった。
CDジャケットはアルバム『待ち呆気』のカットで二つ折りになっており、内側に中崎あゆむ（音楽ライター）の解説と全シングルジャケット一覧を2ページにわたり掲載。歌詞は別封入で6つ折りの表裏面にまとめられた。

## 収録曲
| #   | タイトル                             | 作詞       | 作曲       | 編曲       | 時間    |
| --- | ------------------------------------ | ---------- | ---------- | ---------- | ------- |
| 1.  | 「人見知り」(1st Sg/A、1st Al/A-1)   | 松本隆     | 穂口雄右   | 穂口雄右   | 4分4秒  |
| 2.  | 「プロポーズ」(1st Al/A-2)           | 島津ゆう子 | 惣領泰則   | 惣領泰則   | 3分44秒 |
| 3.  | 「霙景色」(1st Sg/B、1st Al/A-3)     | 松本隆     | 穂口雄右   | 穂口雄右   | 3分8秒  |
| 4.  | 「いつのまにか雨」(1st Al/A-4)       | 及川恒平   | 佐藤寛     | 馬飼野俊一 | 3分20秒 |
| 5.  | 「さよならの季節」(1st Al/A-5)       | 島津ゆう子 | 惣領泰則   | 惣領泰則   | 3分48秒 |
| 6.  | 「真珠橋」(2nd Sg/B、1st Al/B-1)     | 松本隆     | 穂口雄右   | 穂口雄右   | 4分25秒 |
| 7.  | 「赤い羽」(1st Al/B-2)               | 松本隆     | 穂口雄右   | 穂口雄右   | 4分15秒 |
| 8.  | 「哀しみ予報」(2nd Sg/A、1st Al/B-3) | 松本隆     | 穂口雄右   | 穂口雄右   | 4分50秒 |
| 9.  | 「虹のある風景」(1st Al/B-4)         | 及川恒平   | 佐藤寛     | 馬飼野俊一 | 3分30秒 |
| 10. | 「待ち呆気」(1st Al/B-5)             | 松本隆     | 穂口雄右   | 穂口雄右   | 3分48秒 |
| 11. | 「ジャスミンアフタヌーン」(3rd Sg/A) | ちあき哲也 | 穂口雄右   | 穂口雄右   | 4分35秒 |
| 12. | 「メリーゴーランドの街」(3rd Sg/B)   | ちあき哲也 | 穂口雄右   | 穂口雄右   | 4分29秒 |
| 13. | 「薔薇詩集」(4th Sg/A)               | 松本隆     | 馬飼野俊一 | 馬飼野俊一 | 3分57秒 |
| 14. | 「アネモネの詩」(4th Sg/B)           | 松本隆     | 馬飼野俊一 | 馬飼野俊一 | 3分26秒 |
| 15. | 「ドンファン」(5th Sg/A)             | 松本隆     | 吉田拓郎   | 馬飼野康二 | 3分29秒 |
| 16. | 「屋根の上の仔猫」(5th Sg/B)         | 松本隆     | 馬飼野康二 | 馬飼野康二 | 3分26秒 |